# Pamela Nimmo
Pamela Nimmo, née le 23 août 1977 à Édimbourg, est une joueuse professionnelle de squash représentant l'Écosse. Elle atteint le 14e rang mondial en octobre 2002, son meilleur classement. Elle est championne d'Écosse à quatre reprises entre 1998 et 2005.
Sa carrière fut contrariée par des problèmes de phlébites occasionnés par les vols transatlantiques. Elle met fin à sa carrière après le championnat du monde 2006.

## Palmarès

### Titres
- Championnats d'Écosse : 5 titres (1998, 1999, 2000, 2004, 2005)

### Finales
- Open des Pays-Bas : 2002
- Championnats d'Europe par équipes : 2002